# C'est pour toi tournée
C'est pour toi tournée 1992/1993 è la seconda Tournée della cantante pop canadese Céline Dion, organizzata nel 1985 per il lancio dell'album C'est pour toi.

## Informazioni sul Tour
A inizio 1985, Céline Dion ha fatto un tour in quebecer, terminato al Place des Arts di Montréal il 31 maggio 1985. Ha realizzato 36 concerti in 25 città.

## Lista canzoni

### Normale
1. "Ouverture (la première fois)"
2. "Mon ami m'a quittée"
3. Omaggio a Félix Leclerc: 
  1. "Bozo"
  2. "Le p'tit bonheur"
  3. "Moi, mes souliers"
  4. "Attends-moi "ti-gras""
  5. "Le train du nord"
4. "Up Where We Belong" (con Paul Baillargeon)
5. "Tellement j'ai d'amour pour toi"
6. "D'amour ou d'amitié"
7. "Over the Rainbow"
8. Omaggio a Michel Legrand: (con Paul Baillargeon)
  1. "Quand on s'aime"
  2. "Brule pas tes doights"
  3. "La valse du lilas"
  4. "Quand ca balance"
  5. "Les moulins de mon cœur"
9. "Carmen "L'amour est enfant de bohême""
10. "What a Feeling"
11. "Une colombe"
12. "Les chemins de ma maison"
13. "Finale (la première fois)"

### Brani aggiuntivi
1. "Amoureuse"
2. "Mamy Blue"
3. "Avec toi"
4. "C'est pour toi"

### C'est pour toi 1985 TV special
1. "C'est pour toi"
2. "Dis-moi si je t'aime"
3. "Les oiseaux du bonheur"
4. "Amoureuse"
5. "Pour vous"
6. "Tu es là"
7. "Elle"
8. "Avec toi"
9. "Virginie... Roman d'amour"
10. "Vois comme c'est beau"
11. "C'est pour vivre"

## Date del tour (parziale)
| Nord America   |          |        |                |
| 31 maggio 1985 | Montréal | Canada | Place des Arts |

## Registrazioni
Dal concerto al Place des Arts di Montréal è stato tratto il primo album live di Céline, distribuito nel 1985 col titolo di Céline Dion en concert.